# Jindřich II. z Rožmberka

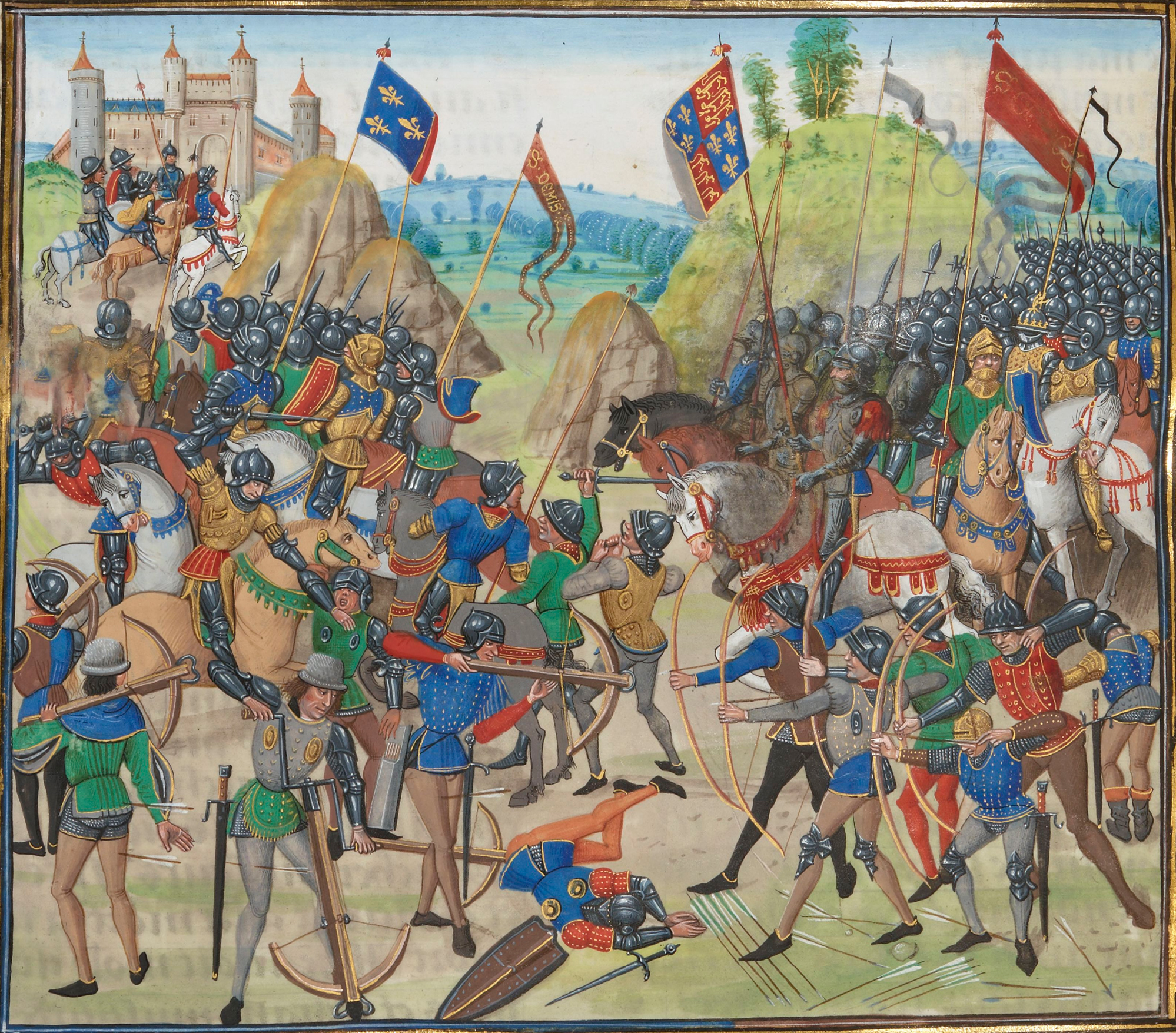
Bitva u Kresčaku

Jindřich II. z Rožmberka († 26. srpna 1346) byl pravděpodobně nejstarším synem předního českého velmože a komorníka českého království Petra z Rožmberka.
Narodil se v rozmezí let 1318–1330, o případném sňatku či potomcích se nedochovaly žádné zprávy.
Padl v bitvě u Kresčaku společně s mnoha jinými a také se svým králem Janem Lucemburským. Je pohřben v benediktinském klášteře Panny Marie v Lucemburku.
| „                                                                   | Tu črvená róže ktvieše, majíc rubínovo stkvěnie. Jádro jejie podle chtěnie z arabského zlata stkvieše …ta róže tak osvetla, jakž při lvu vždy věrně kvetla. | “ |
| — staročeská Píseň o bitvě u Kreščaku opěvující loajalitu Rožmberků | |   |